# Рокамориче
Рокаморѝче (на италиански: Roccamorice) е село и община в Южна Италия, провинция Пескара, регион Абруцо. Разположено е на 520 m надморска височина. Населението на общината е 1002 души (към 2010 г.).